# 성 리고베르트
성 리고베르트(Saint Rigobert, 743년 사망)는 베네딕토의 수도사이자 오르바이스의 주교로, 698년 랭스의 주교로 성 리울의 뒤를 이었다.

## 그의 인생
리고베르트는 찰스 마르텔에게 세례를 주었지만,  샤를은 이후 샤를 마르텔을 잔인하게 관저에서 몰아내어 정치적 이유로, 호전적이고 비자유적인 것으로 교체했다. 이미 트리어의 대주교였던 마일로.리고베르트는 아퀴테인으로 피신하고 나서 소이손 교구의 게르니쿠르로 은퇴하여 참회와 기도의 연습에서 일생을 보냈다. 그는 743년경에 사망했고, 그가 지은 게르니코트의 성 베드로 교회에 묻혔다. 힌크마르는 그의 유물을 성 테오도릭의 수도원으로 옮겼고, 후에 성 디오니시우스 교회로 옮겼다.  힌크마르의 후계자인 풀크는 그들을 대도시 림스의 성당으로 옮겼는데, 그곳은 부유한 사당에 보존되어 있다. 성 디오니시우스 성당의 랭스 성당과 파리 성당의 다른 성당에 그의 이름이 새겨져 있다.
그의 축제일은 1월 4일이다.